# Episodi di The Morning Show (terza stagione)
La terza stagione della serie televisiva The Morning Show, composta da dieci episodi, sarà distribuita a livello internazionale dal 13 settembre 2023 all'8 novembre 2023 sul servizio di streaming Apple TV+.
| n° | Titolo originale     | Titolo italiano                  | Pubblicazione     |
| -- | -------------------- | -------------------------------- | ----------------- |
| 1  | The Kármán Line      | La linea di Kármán               | 13 settembre 2023 |
| 2  | Ghost in the Machine | Il fantasma dentro la macchina   | 13 settembre 2023 |
| 3  | White Noise          | Rumore bianco                    | 20 settembre 2023 |
| 4  | The Green Light      | Il via libera                    | 27 settembre 2023 |
| 5  | Love Island          | Love Island                      | 4 ottobre 2023    |
| 6  | The Stanford Student | La studentessa di Stanford       | 11 ottobre 2023   |
| 7  | Strict Scrutiny      | Un rigoroso controllo            | 18 ottobre 2023   |
| 8  | DNF                  | Situazioni inconcluse            | 25 ottobre 2023   |
| 9  | Update Your Priors   | Valutare le possibilità          | 1º novembre 2023  |
| 10 | The Overview Effect  | L'effetto della veduta d'insieme | 8 novembre 2023   |

## La linea di Kármán
- Titolo originale: The Kármán Line
- Diretto da: Mimi Leder
- Scritto da:Charlotte Stoudt

### Trama
Due anni dopo il punto critico della pandemia, la UBA torna negli studi. Bradley ha ottenuto un posto ambito al telegiornale della sera, mentre Alex è rimasta come presentatrice del The Morning Show insieme a Yanko e alla loro nuova co-conduttrice Christine Hunter e si sta preparando per un volo spaziale a bordo di un razzo del miliardario Paul Marks. Conduce anche il podcast del suo spettacolo di varietà Alex Unfiltered su UBA+. Durante il colloquio con la psicologa Esther Perel, una domanda sconcertante porta in Alex un sentimento di solitudine. Cory rimane al comando della UBA, tagliando i costi per mantenere a galla UBA+, vedendo la reazione di Cybil. Alex continua a chiedergli privilegi extra senza precedenti, mentre Bradley fatica a presentare un rapporto sulla abortista Luna Garcia. Mentre Alex, Cory, Stella e l'equipaggio del The Morning Show si dirigono in Texas, per coprire il lancio dell'astronave, incontrano Paul Marks di persona. Durante la conversazione privata con Alex, Paul afferma che lui e Cory avevano segretamente concluso l'accordo per integrare l'UBA nella sua società e che il volo era cruciale per realizzarlo. Nel frattempo, Luna viene arrestata e anche Bradley arriva in Texas per fare un'indagine non autorizzata su di lei. Anche Alex e Chip se ne vanno per coprire la sua detenzione senza preavviso ore prima del decollo. Un Cory disperato si avvicina a Bradley mentre cammina dall'aeroporto e la convince a sostituire Alex nel lancio. Supera un addestramento rapido e viene lanciata nello spazio insieme a Cory e Paul. Quando la navetta si avvicina alla linea Kármán, la connessione con la Terra si interrompe.

## Il fantasma dentro la macchina
- Titolo originale: Ghost in the Machina
- Diretto da: Mimi Leder
- Scritto da: Michelle Denise Jackson

### Trama
Dopo una breve pausa, la connessione con l'astronave si ripristina e questa atterra sana e salva sulla Terra. Anche Alex e Chip tornano dopo il loro congedo arbitrario e insieme a Bradley e il resto dell'equipaggio tornano a New York. Luna viene rilasciata dalla custodia ed è libera da accuse, ma vuole stare lontana dall'UBA. Alex trasmette la notizia dell'accordo tra Cory e Paul a Bradley e Cybil in modo che possano escogitare un piano per impedire che accada insieme. La UBA subisce un massiccio attacco informatico e viene sospesa. Gli hacker richiedono un riscatto di 50 milioni di dollari affinché le informazioni riservate estratte dai dipendenti non si diffondano ulteriormente in Internet. Il consiglio guidato da Cybil vota di non procedere con il pagamento e Bradley avverte che potrebbero emergere informazioni compromettenti. La UBA assume analisti tecnologici per chiudere la violazione e indagare sull'impatto dell'hacking. Determinano che tutti i media su tutti i dispositivi collegati alla rete, portando alla luce vari conflitti interni e relazioni private. Nel frattempo, Alex scopre accidentalmente che Chip e Isabella si frequentano da un anno, il che provoca una depressione acuta.

## Rumore bianco
- Titolo originale: White Noise
- Diretto da: Thomas Carter
- Scritto da: Joshua Allen

### Trama
La UBA deve affrontare la reazione dei suoi rivali mentre le informazioni private violate iniziano a trapelare. L'e-mail di Cybil che si riferisce a Christine come zia Jemima e la detrazione salariale da parte dei membri dello staff non bianchi suscitano accuse razziste. Christine è gravemente offesa dall'osservazione di Cybil e vuole parlare con lei sul The Morning Show per risolvere un conflitto. L'incontro con i membri dello staff fallisce quando Yanko sottolinea l'ipocrisia del risveglio. Successivamente, Mia e Stella vanno a bere e ammettono l'un l'altro ubriachi che pensano che Yanko sia sexy. Cory accetta l'offerta iniziale di Paul e cerca di farla approvare al consiglio, ma Cybil non permette che ciò accada. Alla fine, Cybil viene messa con le spalle al muro durante la sua intervista con una furiosa Christine. La sua reputazione è minata, Cybil viene esiliata dalla sua posizione con un voto di sfiducia e Leonard viene nominato presidente del consiglio. Mentre Cory arriva in un ristorante per ratificare il suo accordo con Paul, Paul rifiuta l'offerta sostenendo che la UBA è diventata una rete eccessivamente tossica, lasciando Cory e l'UBA al collasso da soli.

## Il via libera
- Titolo originale: The Green Light
- Diretto da: Mark T. Gates III
- Scritto da: Kimi Howl Lee

### Trama
Le reti organizzano le loro feste annuali di acquisto pubblicitario ospitate da comiche che fanno battute razziste e omofobe tra gli scherni del pubblico. I rappresentanti dell'istituto di credito informano Cory che, poiché le entrate del primo trimestre sono diminuite del 23% da inizio anno e il 48% delle entrate proviene dalla pubblicità, la UBA deve tornare all'acquisto di annunci dell'anno precedente altrimenti non sottoscriverà il prestito. Cory dice loro di fidarsi di lui e che Stella riuscirà a farcela mentre beve e cena con successo i clienti in un ristorante di lusso per assicurarsi un acquisto di $ 200.000 per spot pubblicitario. Alex porta Paul in un parco divertimenti di Coney Island e si scusa per aver abbandonato il lancio dell'astronave. Più tardi quella notte, Cory organizza una festa in anticipo nella sua villa con molti membri della UBA per aiutare a vendere il marchio agli inserzionisti presenti. Alla festa, Fred informa Cory che ogni decisione fiscale deve passare attraverso lui poiché sta supervisionando il prestito come consulente. Cory informa Stella che otterrà il finanziamento da un'altra fonte. Subito dopo la loro conversazione, Alex e Paul arrivano alla festa in elicottero che atterra sulla spiaggia dietro la casa di Cory. Andre viaggia in Ucraina per coprire un attentato in un ospedale e fornisce le foto della scena a Mia, ma le chiede di non rilasciarle finché non avrà confermato di essere al sicuro. Mia è d'accordo, ma in seguito rilascia comunque le foto per garantire l'esclusiva della UBA.

## Love Island
- Titolo originale: Love Island
- Diretto da: Stacie Passon
- Scritto da: Zander Lehmann

### Trama
Flashback al 2020 e all’inizio della pandemia. Bradley si trasferisce nel Montana e viene a sapere della morte della madre tossicodipendente da suo fratello Hal. Laura e Bradley riferiscono degli incendi estivi, dei blocchi incostituzionali in Pennsylvania e della morte di Ruth Bader Ginsburg dalla casa di Laura lì. La loro relazione va in pezzi e Bradley si trasferisce a Washington DC per coprire le elezioni. Cory acquista la villa dell'episodio precedente e incontra il suo vicino Paul Marks sulla spiaggia. Mia rivela ad Andre la sua malsana ossessione per gli eventi dell'estate e scoppia in lacrime. Dopo aver reagito in modo eccessivo al fatto che una sera fosse uscito in alcuni bar, Andre accetta un incarico in Afghanistan. Cory e Stella lavorano per ottenere una programmazione che potenzierà il servizio di streaming UBA+. Quell'inverno, Bradley sta riprendendo un video degli eventi all'interno del Campidoglio quando viene inavvertitamente spruzzata di peperoncino da uno degli agenti solo per scoprire che Hal è una delle persone alle prese con la polizia. Più tardi quel giorno, Hal la informa che la sua ragazza è incinta, quindi Bradley cancella il filmato per consentire ad Hal di tornare alla sua vita. Bradley mostra a Stella gli altri suoi video che le fanno ottenere il lavoro nel telegiornale della sera. Quando l'FBI richiede tutte le riprese video catturate da Bradley, Cory le chiede di fornirle e lei gli dice che ha dovuto eliminare un video perché c'era Hal. Cory fornisce all'FBI solo le riprese video modificate trasmesse in rete per evitare uno scandalo.

## La studentessa di Stanford
- Titolo originale: The Stanford Student
- Diretto da: Mimi Leder
- Scritto da: Micah Schraft

### Trama
Tornando al presente, la fusione tra Hyperion e UBA è di nuovo in corso e una sessione di domande e risposte finisce male quando Alex chiede a Paul di commentare una voce riguardante il software di sorveglianza della sua azienda. Hal fa visita a Bradley e la presenta a sua moglie e sua figlia. Dice a Bradley che si costituirà e lei non riesce a dissuaderlo dal farlo. Bradley si blocca durante una trasmissione, ricordando la scena con Hal al Campidoglio, ma si ricompone rapidamente per collegare il segmento successivo con un genitore che studia a casa. Laura percepisce l'ansia di Bradley mentre beve qualcosa con lei, quindi fa visita ad Hal ed esprime il suo desiderio di avere una relazione con sua sorella. Hal decide di non costituirsi e lascia un biglietto a Bradley dicendoglielo prima di tornare a casa con la sua famiglia. Alex intervista Paul a casa sua nel suo programma e una domanda su un accordo d'affari in passato tra Paul e un'ex studentessa (Stella) lo spinge a raccontare una storia su come la sua ex moglie lo ha lasciato. Alex trascorre la notte a casa di Paul dopo l'intervista dove sono intimi tra loro. Chip fa la proposta a Isabella, ma lei rifiuta perché pensa che lui provi dei sentimenti per Alex. Paul incontra Stella e la informa che una volta completata la fusione, Cory verrà licenziatp e lei sarà il nuovo CEO.

## Un rigoroso controllo
- Titolo originale: Strict Scrutiny
- Diretto da: Jennifer Getzinger
- Scritto da: Bill Kennedy

### Trama
Cory e Bradley si recano nel Connecticut e convincono la madre di Cory a smettere di parlare con il Dipartimento di Giustizia dell'imminente accordo. Alex e Paul trascorrono più tempo insieme a casa di Alex e si confidano di essere soli. Molti membri della UBA e Paul partecipano a una raccolta fondi, si fanno fotografare e rilasciano interviste ai giornalisti. Paul conferma che "Hyperion 2" verrà lanciata ad agosto per trasportare 2 persone sulla Stazione Spaziale Internazionale. Stella informa Mia dei piani di Paul di licenziare Cory e lei dice a Stella di accettare il lavoro perché "gli uomini bianchi non si arrendono volentieri" e Stella è d'accordo. La stessa società che ha denunciato Bradley ha una foto di Alex e Paul insieme e minaccia di pubblicarla. Paul mostra la foto ad Alex e decidono di pagare per sbarazzarsi della storia, ma la compagnia non è interessata ai soldi. Un'ex dipendente scontenta della Hyperion, Kate, un'amica di lunga data di Stella, la incontra alla UBA per metterla in guardia sull'accordo tra società. Quando Stella suggerisce di andare a parlare con Paul in fondo al corridoio, Kate si innervosisce e rifiuta di suggerire a Stella ciò che fare. Stella racconta a Cory dell'offerta di Paul e escogitano un piano insieme, concordando che Stella firmerà il contratto di lavoro, guadagnerà la fiducia di Paul e vedrà come vanno le cose. Chip vede Alex e Paul baciarsi nel suo ufficio.

## Situazioni inconcluse
- Titolo originale: DNF
- Diretto da: Millicent Shelton
- Scritto da: Selina Fillinger

## Valutare le possibilità
- Titolo originale: Update Your Priors
- Diretto da: Stacie Passon
- Scritto da: Laura Wexler, Shalisha Francis-Feusner

## L'effetto della veduta d'insieme
- Titolo originale: The Overview Effect
- Diretto da: Mimi Leder
- Scritto da: Anya Leta, Charlotte Stoudt